# Palais de la Bourse (Gênes)
Pour les articles homonymes, voir Palais de la Bourse.
Le Palazzo della Borsa ou Palazzo della Nuova Borsa Valori est un bâtiment historique de Gênes, situé sur la Piazza De Ferrari. Réalisé par les ingénieurs Dario Carbone et Amedeo Pieragostini, il présente une architecture de style néo-XVIe siècle, tandis que les intérieurs, œuvre d'Adolfo Coppedè, s'inspirent du style Liberty. L'architecture et les décorations devaient mettre en valeur la puissance financière que le marché génois, en raison du volume élevé des affaires, exprimait au début des années 1900, lorsqu'il était la première bourse italienne,.

## Histoire

### La première bourse
Gênes a une histoire ancienne pour l'activité des échanges commerciaux. Au Moyen Âge et dans les communes, les échanges avaient lieu sur la Piazza di Banchi, ainsi appelée en raison de l'installation de bancs de marchands, de notaires et de changeurs. En 1700, les affaires et le commerce avaient lieu dans les scagni privés, au Palazzo San Giorgio et également sur la Piazza Banchi. En 1822, une commission fut créée par la Chambre de commerce pour fixer les taux de change entre Gênes et les centres commerciaux européens les plus importants sur la base de la moyenne des prix négociés. Après la restauration de la Loggia di Banchi, 1840 a vu le bâtiment dédié aux opérations boursières avec une première chambre de régulation, en 1845 la première liste de taux de change a été obtenue avec les prix des titres et actions du gouvernement. En 1855, la naissance de la Bourse du Commerce de Gênes dans la Loggia di Banchi et dans le Palazzo Senarega administré par la Chambre de Commerce de Gênes fut officialisée par un décret de Cavour, dans lequel furent érigés les opérateurs, les courtiers et les courtiers en valeurs mobilières agréés. Il y avait un monument à Cavour dans la Loggia par le sculpteur Vincenzo Vela, détruit en 1942 par un bombardement. Le 27 juin 1905, la société Nuova Borsa est née pour la construction du bâtiment qui coûtait à l'époque sept millions de lires. En 1912, la Borsa delle Merci est restée dans la Loggia di Banchi, où elle est restée jusqu'en 1985, tandis que la Borsa Valori a déménagé sur la Piazza De Ferrari, dans le nouveau bâtiment qui venait d'être construit. Il a été inauguré le 20 juillet 1912. C'était un événement d'importance nationale. Pendant les trois jours, il y avait des agents de change de tout le pays où les bourses se sont arrêtées pendant trois jours. Etaient présents Francesco Saverio Nitti ministre de l'agriculture, de l'industrie et du commerce, Francesco Tedesco, ministre du Trésor et Teobaldo Calissano, ministre de la Poste et les Télégraphes. Parmi les autres autorités, le marquis Giorgio Doria, représentant le maire Giacomo Grasso, le président de la chambre de commerce de l'époque Carlo Dané, Nino Ronco, président du consortium portuaire, le marquis Giacomo Filippo Durazzo Pallavicini et le président du syndicat des agents de change Giacomo Richini,.

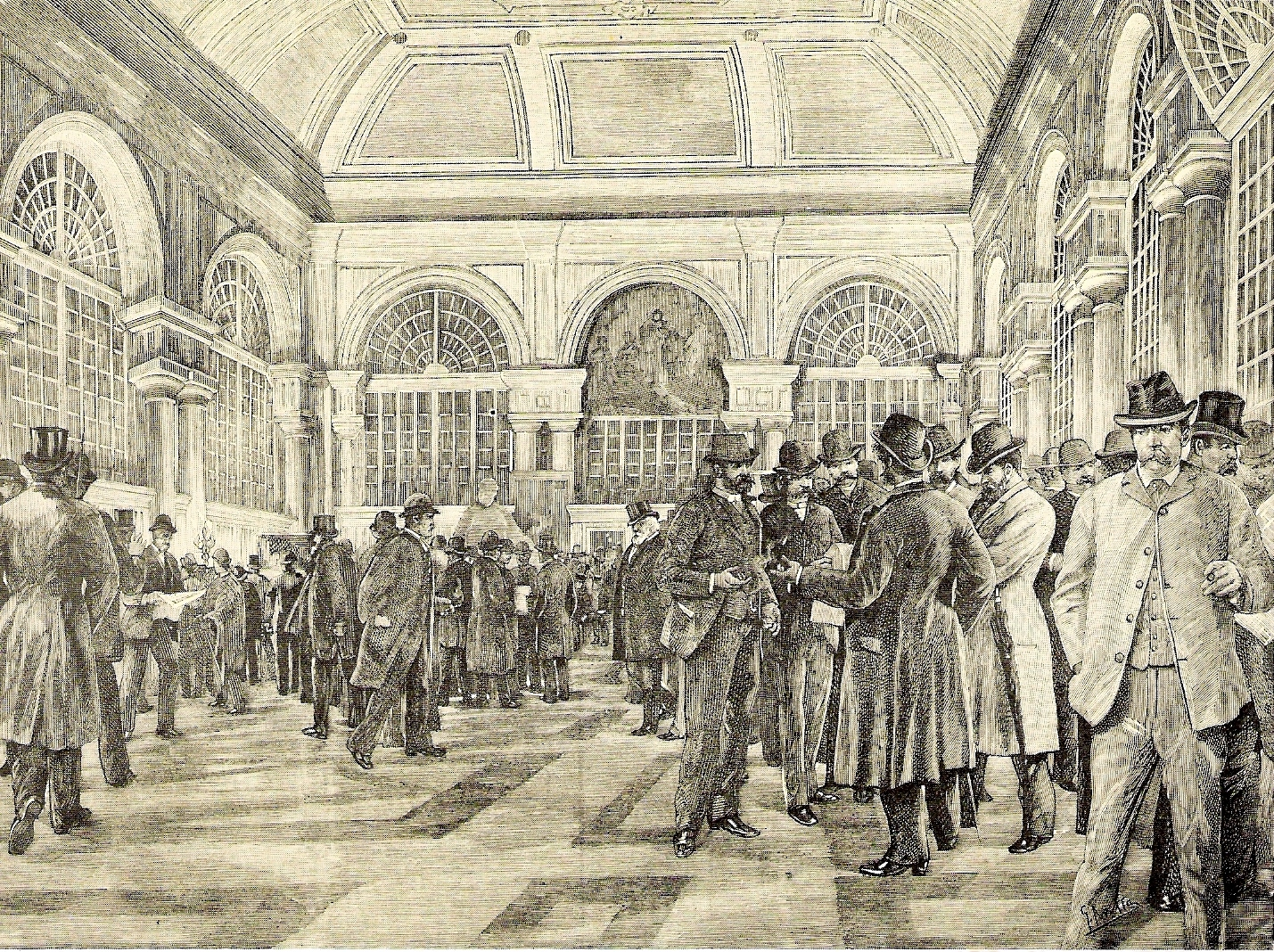
Gravure représentant l'intérieur de la loggia au XIXe siècle

### La conception et la construction du bâtiment
Le palais a été construit sur un projet de Dario Carbone et pour les intérieurs par Adolfo Coppedè . La zone a été achetée par la Società Nuova Borsa, pour un coût de 2 millions de lires, en 1906. En 1910, toute la zone a subi un important réaménagement urbain, qui a changé son apparence et ses fonctions. L'ancien quartier de Ponticello a été démoli, la colline a été fouillée, le couvent et l'église de S.Andrea et la via del colle (A Chêullia) démolis. Le nouveau centre ville, la Via Dante ses palais, la Piazza De Ferrari et la Via XX Settembre en sont issus.
La façade imposante et monumentale avec des piliers en pierre de taille et une forme arrondie et rose dans un style néo-XVIe siècle convient à Carbone pour rehausser la splendeur du commanditaire. La façade est revêtue de marbre rouge de Vérone et de pierre rougeâtre et vers la Piazza De Ferrari, elle présente un gigantesque fronton avec les mots Borsa, de couleur dorée comme les dômes du bâtiment.
C'est Adolfo Coppedè qui s'est occupé de l'architecture intérieure, frère de Gino Coppedè qui à Gênes dans ces années-là avait commencé à répandre le style Liberty et le style dit Coppedè qui atterriraient plus tard dans la capitale et qui fera de lui le créateur de la citadelle de Gênes Exposition Internationale de 1914.
A l'intérieur se trouve la salle des cris de 960 m², la plus grande d'Italie à l'époque de sa construction, entourée de trente-neuf escouades pour le négoce des courtiers en valeurs mobilières et des banquiers et de dix-huit gigantesques candélabres en bronze de trois mètres de haut, dont aujourd'hui seize subsistent, dessinés par Adolfo Coppedé ; au centre, Coppedè a voulu créer une grande salle en forme d'ellipse avec des colonnes de marbre pour soutenir un dôme avec une lucarne sur laquelle figurent Saint-Georges et le dragon. Les fenêtres rondes typiquement Liberty ont été peintes par le peintre florentin Salvino Tafanari. Une autre salle est la salle Telegrafo où il y avait un système télégraphique et un service téléphonique international pour les opérateurs.

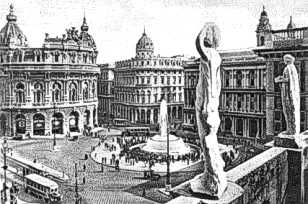
Le Palazzo sur la Piazza De Ferrari dans une carte postale à la fin des années 1930.
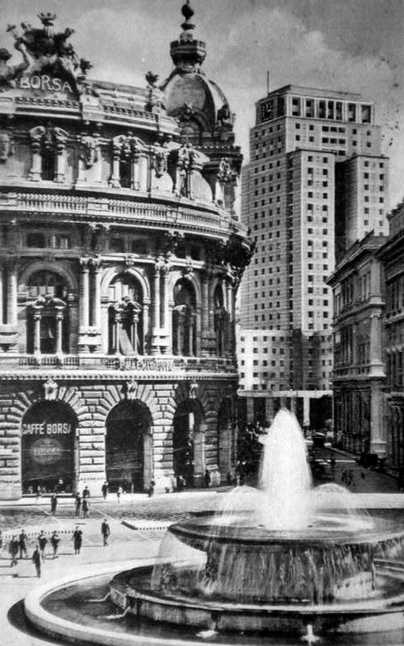
Le Palais à la fin des années 1940.

### Depuis les années 1990
Avec l'informatisation des bourses et le passage au système télématique, la bourse de Gênes vit le dernier appel aux cris le 28 février 1994, et la Sala delle Grida ferma le 5 septembre 1998. Par la suite, la Chambre de Commerce de Gênes avec la Fondation CARIGE a effectué des interventions de restauration. Aujourd'hui, la Sala delle Grida est utilisée comme espace d'exposition et équipée pour la tenue de conférences, d'expositions ainsi que les scagni qui peuvent être utilisées comme espaces d'exposition, tandis que la Sala del Telegrafo peut fonctionner comme espace de restauration.

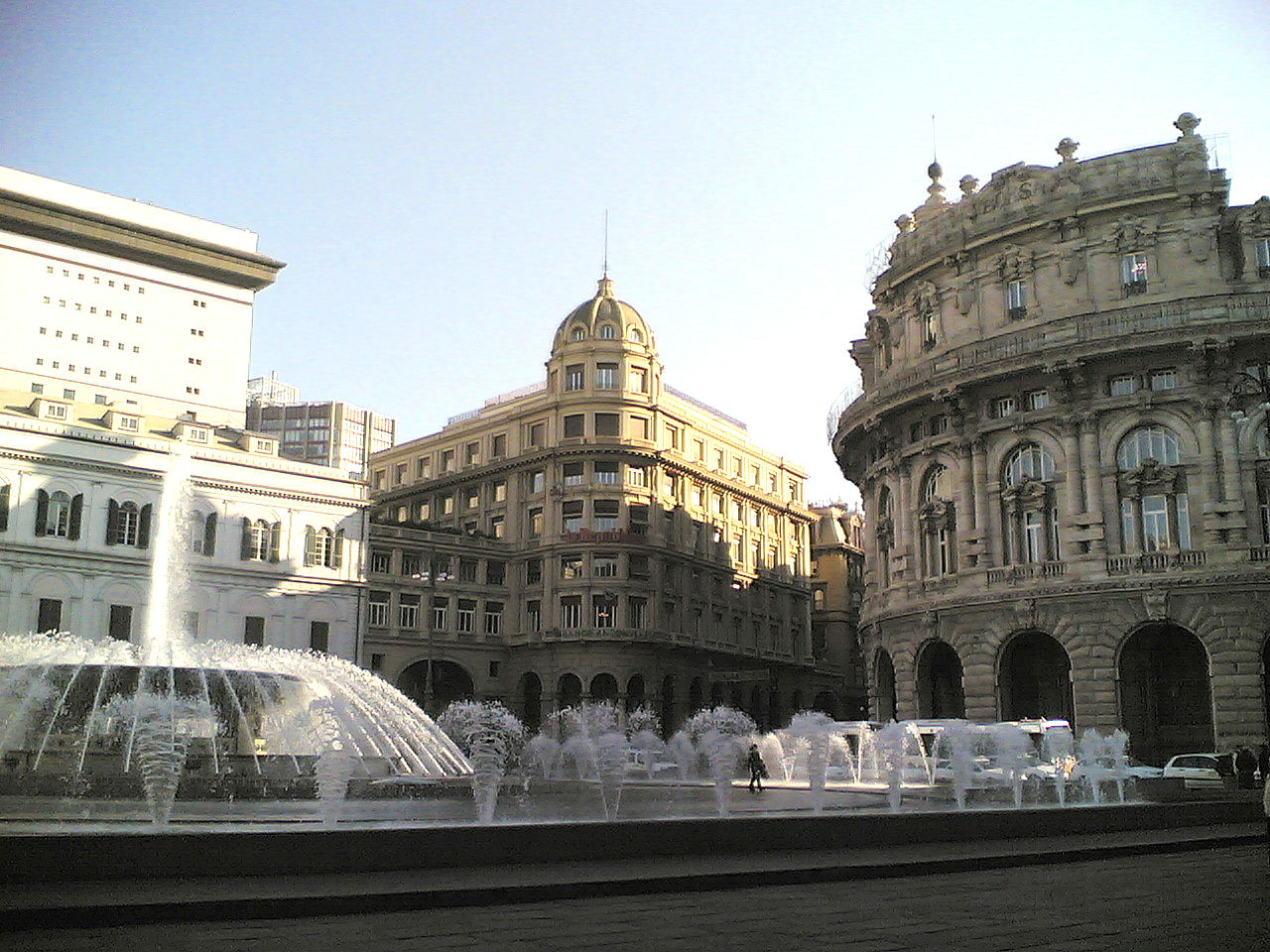
Palais de la Bourse actuel
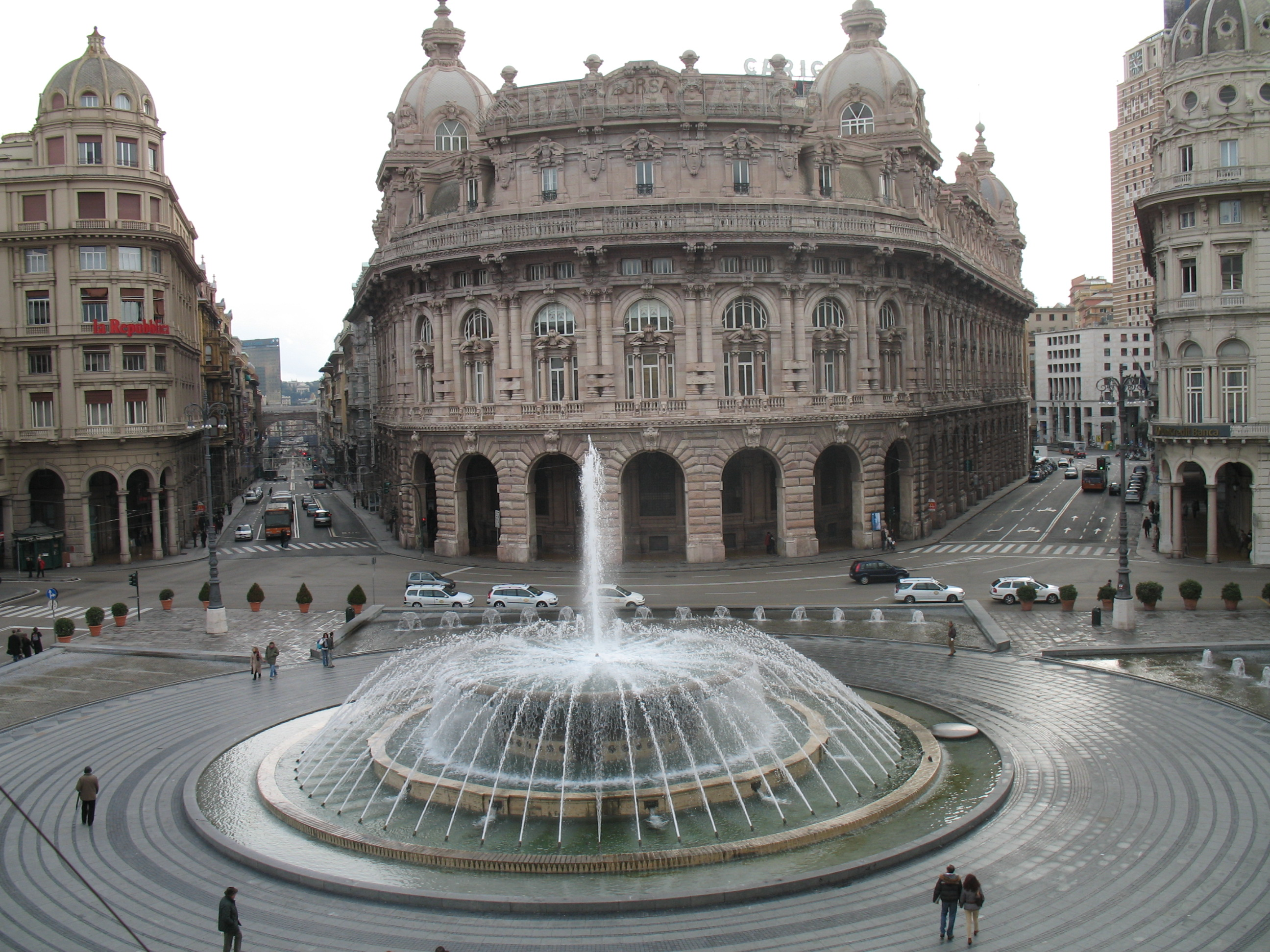
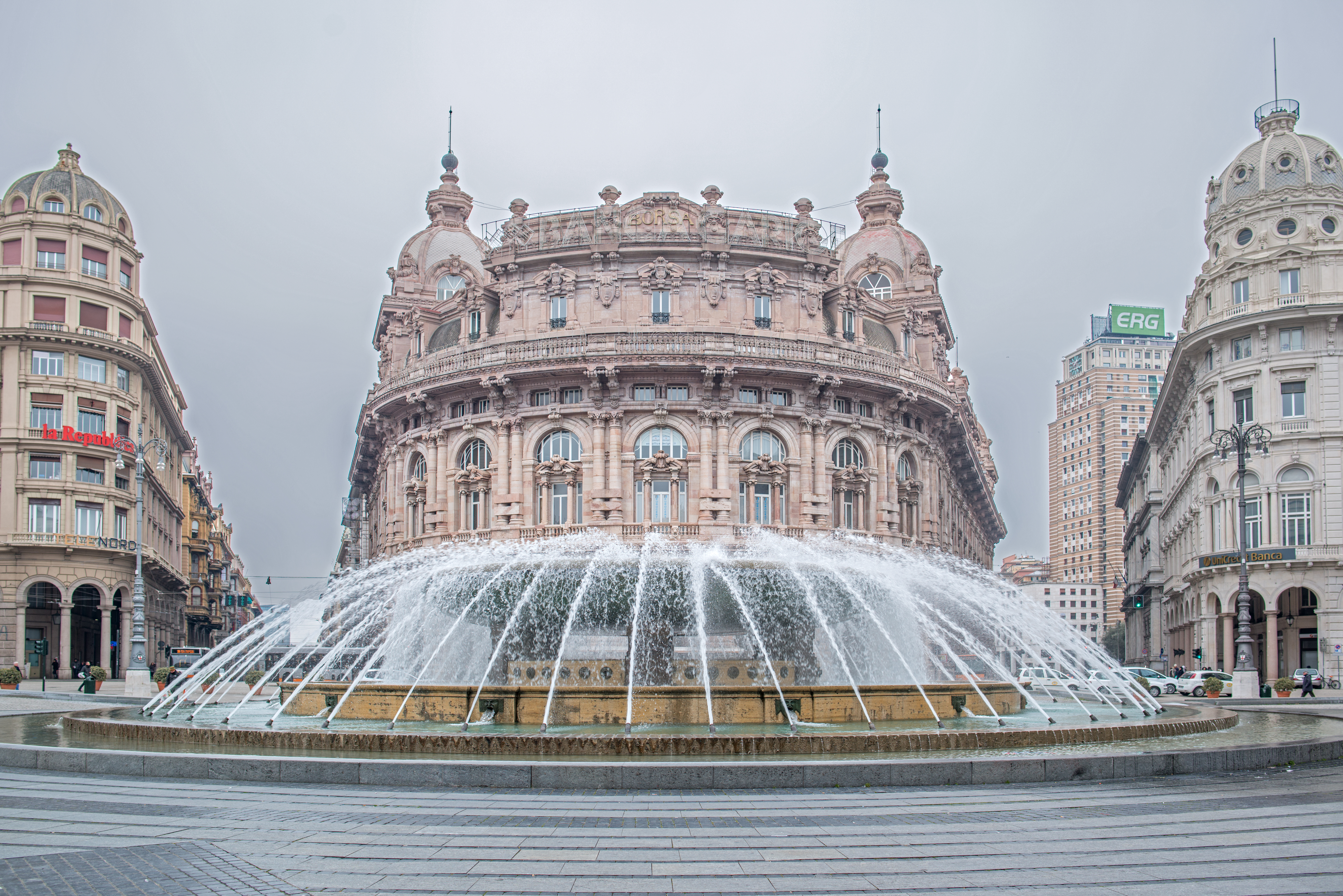
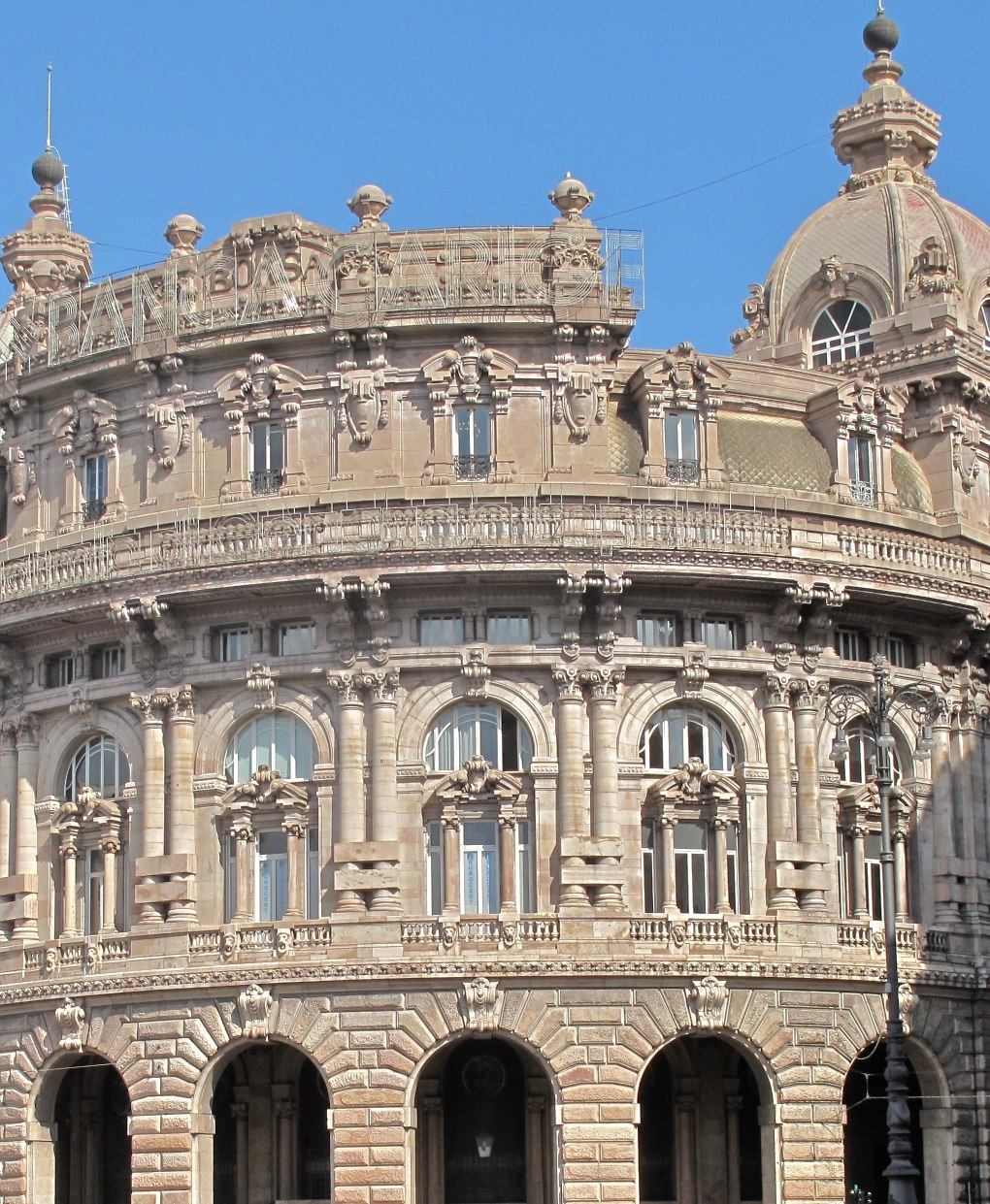
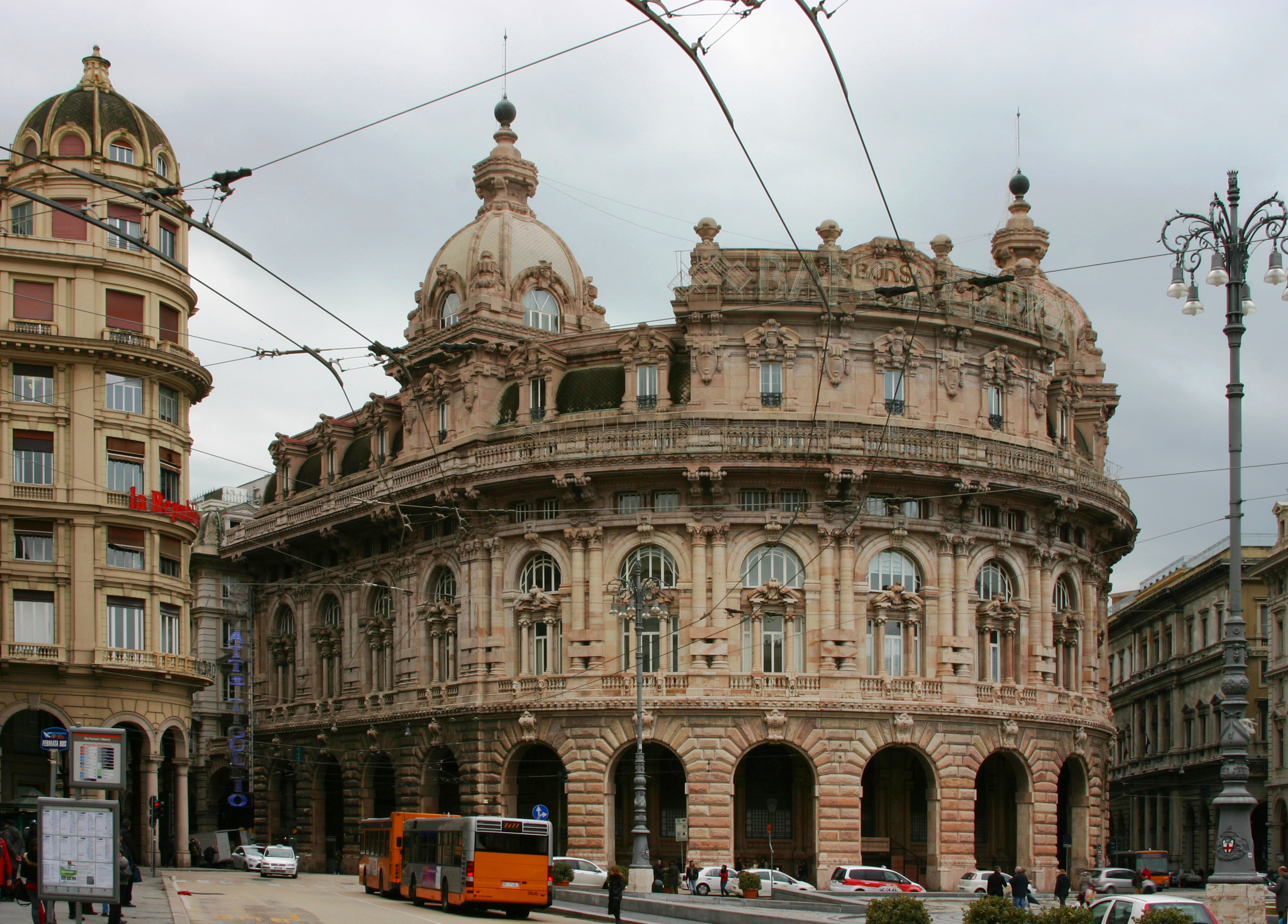